# Micro-oxigenação
A micro-oxigenação (pré-AO 1990: microoxigenação) é um processo usado em vinificação para introduzir oxigênio em vinho de maneira controlada. Desenvolvido em 1991 por Patrick DuCournau, trabalhando com a uva Tannat Madiran, o processo ganhou uso na moderna vinificação após a autorização de 1996 pela Comissão Europeia. Hoje, a técnica é amplamente empregada em  Bordeaux, bem como pelo menos 11 países diferentes, incluindo o Estados Unidos e Chile.

## Processo
O processo de micro-oxigenação envolve um grande dispositivo de duas câmaras com válvulas interligadas a um tanque de oxigênio. Na primeira câmara, o oxigênio é calibrado para corresponder ao volume do vinho. Na segunda câmara, o oxigênio é injetado no vinho através de uma pedra porosa cerâmica localizada no fundo da câmara. A dosagem é controlada e pode variar de 0,75 a 3 centímetros cúbicos por litro de vinho. O processo normalmente ocorre em vários tratamentos que podem durar de um ou dois tratamentos durante os estágios iniciais de  fermentação (para ajudar a evitar fermentação paralisada) a um tratamento mais prolongado durante a maturação período que pode durar de quatro a oito meses.
Em geral, usam-se doses entre um a três mililitros por mês durante seis meses.   Segundo os fabricantes, essa técnica não substitui o envelhecimento em barris mas é uma opção a mais no momento de fazer o "corte" do vinho que se pretende produzir.